# Lijst van voetbalinterlands Duitse Democratische Republiek - Ghana
Deze lijst van voetbalinterlands is een overzicht van alle officiële voetbalwedstrijden tussen de nationale teams van de Duitse Democratische Republiek en Ghana. De landen speelden een keer tegen elkaar: een vriendschappelijke wedstrijd op 23 februari 1964 in Accra.

## Wedstrijden
| № | Plaats | Datum            | Competitie        | Wedstrijd                              | Uitslag |
| - | ------ | ---------------- | ----------------- | -------------------------------------- | ------- |
| 1 | Accra  | 23 februari 1964 | Vriendschappelijk | Ghana – Duitse Democratische Republiek | 3 – 0   |

## Samenvatting
| Competitie        | Totaal gespeeld | Winst DDR | Gelijk | Winst Ghana | Doelsaldo DDR – Ghana |
| ----------------- | --------------- | --------- | ------ | ----------- | --------------------- |
| Vriendschappelijk | 1               | 0         | 0      | 1           | 0 − 3                 |
| Totaal            | 1               | 0         | 0      | 1           | 0 − 3                 |

Wedstrijden bepaald door strafschoppen worden, in lijn met de FIFA, als een gelijkspel gerekend.

## Details

### Eerste ontmoeting
| Vriendschappelijk (Accra, Ghana, 23 februari 1964):    |       |                                |
| Ghana                                                  | 3 – 0 | Duitse Democratische Republiek |
| Kofi M'Fum 30' Kofi M'Fum 36' Emmanuel Aggrey-Fynn 71' | goals |                                |